# James Stacy
Maurice William Elias (Los Ángeles, California, 23 de diciembre de 1936-Ventura, California, 15 de septiembre de 2016), conocido con el nombre artístico de James Stacy, fue un actor estadounidense.
En 1973, cuando conducía su motocicleta con su novia, fue atropellado por un conductor ebrio. Se le amputó el brazo y la pierna izquierdos; su novia falleció. Regresó a la actuación en 1975 y se retiró en 1991. Fue condenado en California en 1995 por abusar sexualmente de una niña de 11 años de edad, recibiendo una sentencia de seis años, condena emitida en ausencia, dado que el actor no pudo asistir, al estar ingresado en un hospital de Honolulu, Hawái, por haber intentado suicidarse arrojándose por un acantilado.

## Infancia
Stacy nació el 23 de diciembre de 1936 en Los Ángeles, California, hijo de una camarera irlandesa-escocesa y un corredor de apuestas de ascendencia libanesa.

## Carrera
Stacy hizo su debut en el cine en la película Sayonara. Debutó en televisión en High Patrol. -tuvo un papel frecuente como "Fred" en The Adventures of Ozzie and Harriet de 1958 a 1963. Durante los años 1960 hizo presentaciones como invitado en programas de televisión. También tuvo papeles en South Pacific (1958), Summer Magic (1963), "Hazel", The Donna Reed Show, Have Gun - Will Travel, y Combat!. En 1966 apareció en el final de Perry Mason como actor y homicida siendo la víctima Barry Conrad en "The Case of the Final Fade-Out". Fue el protagonista principal en A Swingin' Summer (1965) y Flareup (1969) ambas con Raquel Welch. También actuó en Posse (1975) con Kirk Douglas.

## Televisión
Su papel más conocido es el de Johnny Madrid Lancer en la serie western Lancer que se emitió por la cadena televisiva CBS entre 1968 y 1970, con Andrew Duggan, Wayne Maunder, y Paul Brinegar. Interpretó el papel de Fred en 22 episodios de la serie The Adventures of Ozzie & Harriet. Como invitado pasó por Highway Patrol (1957), Have Gun - Will Travel (1962), Cheyenne (1962), Combat! (1966), Medical Center (1972), The Streets of San Francisco (1972), Gunsmoke, Cagney & Lacey (1986), Highway to Heaven (1987), Wiseguy y muchas más.

## Accidente en motocicleta
El 27 de septiembre de 1973, Stacy había salido con su novia, Claire Cox, a dar un paseo en motocicleta por Hollywood Hills, cuando fueron atropellados por el conductor ebrio de un camión. Su novia falleció y a Stacy le tuvieron que amputar el brazo y la pierna izquierdos. Su exesposa, la actriz y cantante Connie Stevens, organizó en 1974 una gala de celebridades para recaudar fondos para sus gastos. A la gala asistieron personajes tan conocidos como Frank Sinatra o Barbra Streisand, y se obtuvo una recaudación de 118 000 dólares. En 1976, ganó 1,9 millones de dólares tras interponer una demanda judicial contra el bar que había servido al conductor del camión.
Pero el 13 de mayo de 1996, un artículo de People Magazine menciona que la novia de Stacy era la camarera Pia Isataski, la pasajera en la motocicleta, que falleció.
El 6 de mayo de 1976, un artículo de Newspaper mencionó que Claire Cox había muerto el 28 de agosto de 1973 y no Pia Isataski, de acuerdo al registro de defunción del Estado de California. Murió el mismo día del accidente de la motocicleta. El artículo de People Magazine es erróneo.

## Vida personal

### Matrimonios
Stacy estuvo casado dos veces. Se casó con la actriz y cantante Connie Stevens el 12 de octubre de 1963 en Hollywood. Se divorciaron en noviembre de 1966. Su segundo matrimonio fue con la actriz Kim Darby en 1968. Tuvieron una hija, Heather, antes de su divorcio en 1969.

### Arresto y convicto
En noviembre de 1995, Stacy no recurrió un cargo de molestar sexualmente a una niña de once años. El 7 de diciembre de 1995, no se presentó para sentencia en la Corte Superior del Condado de Ventura y fue arrestado al día siguiente en Honolulu, Hawái, en el hospítal y ser trasladado a California. Intentó suicidarse brincando hacia un acantilado, Después de su recuperación médica, Stacy fue trasladado a California. El 5 de marzo de 1996, recibió sentencia de seis años de prisión. La fiscal en su caso, inicialmente dijo que Stacy podría ser elegible para probar si había molestia sexual. Pero por su conducta posterior al arresto, con dos detenciones en junio de 1995 por rondar los hogares de otras chicas, hizo efectiva la sentencia en prisión. Cumplió su sentencia en la California Institution for Men en Chino. Fue registrado en la lista de agresores sexuales del Estado de California.

### Muerte
Stacy falleció el 15 de septiembre de 2016 en Ventura (California) a la edad de 79 años de un ataque cardíaco.

## Filmografía
- 1957: Sayonara
- 1958: Lafayette Escadrille
- 1963: Summer Magic
- 1965: A Swingin' Summer
- 1965: Like Father, Like Son
- 1965: Winter A-Go-Go
- 1968: Lancer (serie de televisión)
- 1969: Flareup
- 1971: El hombre de papel (película de televisión)
- 1972: Heat of Anger (película de televisión)
- 1973: Ordeal (película de televisión)
- 1975: Posse
- 1977: Just a Little Inconvenience (película de televisión)
- 1983: Double Exposure
- 1983: Something Wicked This Way Comes
- 1990: Matters of the Heart (película de televisión)
- 1991: F/X2